# Fábrica de Pólvora (Cuiabá)
A antiga Fábrica de Pólvora de Cuiabá fica localizada no distrito de Coxipó do Ouro.
A fábrica foi instituição militar instalada em fevereiro de 1864. Ela produzia pólvora e carvão para o Arsenal de Guerra, além de cuidar dos estoques de pólvora da Província de Mato Grosso até 1906, quando encerrou suas atividades.
Em 6 de julho de 1906, a casa foi cenário do assassinato do ex-presidente de Mato Grosso, Antônio Pais de Barros, mais conhecido por Totó Pais. O político foi fuzilado pela milícia de Generoso Ponce após perder a chamada Revolução de 1906.
A casa, atualmente em ruínas, foi feita de taipa socada possuindo 148 m², dois cômodos com mais de 3 metros de altura e as paredes com 50 centímetros de espessura. Na parte central das ruínas existe uma cova. Na mesma área das ruínas, está o túmulo simbólico de Totó Pais. Durante algum tempo ele ficou enterrado naquele lugar.
Em 2008, as ruínas foram tombadas como Patrimônio Histórico e Artístico do estado de Mato Grosso.